# Touloun
Cet article possède un paronyme, voir Toulon.
Touloun (en russe : Тулун) est une ville de l'oblast d'Irkoutsk, en Russie, et le centre administratif du raïon Toulounski. Sa population s'élevait à 38 466 habitants en 2021.

## Géographie
Touloun est située dans le sud de la Sibérie. Elle est arrosée par la rivière Iïa, dans le bassin de l'Angara. Elle se trouve à 350 km au nord-ouest d'Irkoutsk. 

## Histoire
Touloun fut créée au XVIIIe siècle, en 1735 ou quelques années plus tard. Touloun signifie « vallée » en langue yakoute. Dans la seconde moitié du XIXe siècle, Touloun était un bourg prospère grâce à ses activités commerciales et au siège du district. En 1897, le chemin de  fer Transsibérien atteignit la localité, qui s'appelait alors Toulounovskoïe, et donna une impulsion décisive à son essor. Du charbon était chargé à la gare de Nioura, à 8 km de Touloun, mais cette activité stagna jusqu'à la révolution de 1917 par manque de débouchés extérieurs.
Le 26 janvier 1920, le général des armées blanches Vladimir Kappel décéda à côté de Touloun.
Touloun reçut le statut de ville une première fois en 1922, jusqu'en 1924, et à nouveau en 1927.
L'été 2019, alors que le la forêt du sud de la Sibérie brûle sur environ trois millions d'hectares (régions d'Irkoutsk et de Krasnoïarsk et de Iakoutie), des inondations meurtrières, attribuées par certains habitants à la fonte des neiges éternelles qui aurait produit des quantités d'eau que la forêt trop coupée n'a pu arrêter, la ville de Touloun a vu la rivière Iya brutalement sortir de son lit deux fois détruisant, emportant ou retournant littéralement des milliers de maisons, tuant plus de 30 personnes.

## Population
Recensements ou estimations de la population
| 1897* | 1926* | 1931  | 1939*  | 1959*  |
| ----- | ----- | ----- | ------ | ------ |
| 2 000 | 6 000 | 7 400 | 28 000 | 41 783 |

| 1970*  | 1979*  | 1989*  | 2002*  | 2010*  |
| ------ | ------ | ------ | ------ | ------ |
| 49 440 | 51 770 | 52 903 | 81 848 | 44 611 |

| 2012   | 2013   | 2014   | 2015   | 2016   |
| ------ | ------ | ------ | ------ | ------ |
| 43 865 | 42 961 | 42 336 | 42 029 | 41 987 |

| 2017   | 2018   | 2019   | 2020   | 2021   |
| ------ | ------ | ------ | ------ | ------ |
| 41 671 | 41 640 | 41 279 | 39 671 | 38 466 |